# Gorytocephalus spectabilis
Gorytocephalus spectabilis är en hakmaskart som först beskrevs av Machado 1959.  Gorytocephalus spectabilis ingår i släktet Gorytocephalus och familjen Neoechinorhynchidae. Inga underarter finns listade i Catalogue of Life.